# National Lottery
Die National Lottery ist die größte Lottoagentur im Vereinigten Königreich und wird von der Camelot Group betrieben. Die Lizenz für das Ausrichten der Lotterie wird je für sechs Jahre vergeben. Die Lotterie wird von der National Lottery Commission kontrolliert. 2002 wurde bei National Lottery ein Rebranding der Marke durchgeführt, danach wurde das Spiel einfach Lotto genannt. Die National Lottery entspricht der Ziehung 6 aus 49 in Deutschland.
Die Gewinne werden, wie auch in Deutschland, steuerfrei ausgeschüttet. 53 % der Einnahmen werden als Gewinne ausgeschüttet, 25 % kommen einer „Guten Sache“ zu, die durch das Parlament festgelegt wird (auch unsichtbare Steuer genannt) und 12 % werden direkt an die Regierung abgeführt. Die Lotterieverkäufer erhalten 5 % als Kommission, Camelot erhält 4,5 % für die Ausgaben und 0,5 % als Profit. Ein Teilnehmer der Lotterie muss mindestens 16 Jahre alt sein.

## Spiele & Karten
Es können verschiedene Tickets für verschiedene Spielarten erworben werden, so zum Beispiel:

### Spiele

#### Lotto
Die Lottozahlen werden samstags und mittwochs gezogen. Zu den 6 aus 59 Zahlen (seit Oktober 2015) wird zudem noch ein „Bonusball“ ermittelt. Der Bonusball wird aus den verbliebenen 53 Kugeln als siebte, nach den ersten 6 Zahlen, gezogen. Er erhöht bei der 3. Gewinnklasse (5 Richtige) den Gewinn um eine Stufe.
Der Einsatz pro Tipp beträgt £2 (seit Oktober 2013). Wie oben beschrieben, werden 53 % der Einsätze als Gewinne ausgeschüttet.
| Gewinnklasse | Erforderlicher Tipp    | Gewinn                 | Gewinnwahrscheinlichkeit |
| ------------ | ---------------------- | ---------------------- | ------------------------ |
| 1. Klasse    | 6 Richtige             | Jackpot!               | 1 zu 45.057.474          |
| 2. Klasse    | 5 Richtige + Bonusball | £50.000 (Durchschnitt) | 1 zu 7.509.579           |
| 3. Klasse    | 5 Richtige             | £1.000 (Durchschnitt)  | 1 zu 144.415             |
| 4. Klasse    | 4 Richtige             | £100 (Durchschnitt)    | 1 zu 2.180               |
| 5. Klasse    | 3 Richtige             | £25 (Festpreis)        | 1 zu 96                  |
| 6. Klasse    | 2 Richtige             | £2 (Freispiel)         | 1 zu 10                  |

Zusätzlich werden bei jeder Ausspielung ein Gewinn in Höhe von einer Million Pfund und zwanzig Gewinne in Höhe von jeweils 20 000 Pfund verlost.

#### Must-Be-Won-Ziehungen
Im November 2018 wurden Must-Be-Won-Ziehungen mit angepassten Preisstrukturen und einer Obergrenze des Jackpots eingeführt, um die Wahrscheinlichkeit des Jackpots zu erhöhen. Eine derartige Ziehung findet statt, wenn fünf Mal hintereinander der Jackpot nicht gewonnen worden ist. In der sechsten Ziehung muss der Jackpot gewonnen werden, ohne dabei zwingend sechs Richtige zu tippen.
Must-Be-Won-Ziehungen können auch auf Feiertage oder besondere Anlässe gelegt werden wie Weihnachten.
Beispielsweise gewann am 27. Dezember 2017 ein Spieler bereits mit fünf Richtigen und dem Bonusball den Jackpot in Höhe von 24,5 Millionen Pfund, weil niemand sechs Richtige getippt hatte.

#### Lotto Rolldowns
Wenn in einer Must-Be-Won-Ziehung keine eindeutigen Gewinner mit sechs Richtigen ermittelt werden können, wird der Jackpot auf die Klassen 2 bis 5 aufgeteilt und auf den üblichen Gewinn addiert.
Bereits 1994 wurden Must-Be-Won-Ziehungen und Rolldowns erstmals eingeführt. Der Gewinn jedoch wurde nur unter den Gewinnern der nächstniedrigeren Klasse aufgeteilt. Als Obergrenze des Jackpots waren £ 22 Millionen festgelegt, welche in der nächsten Ziehung bereits wieder gewonnen werden konnten.

#### Weitere Spiele
- Lotto Hotpicks
- Thunderball
- Set for Life
- EuroMillions
- EuroMillions Hotpicks

### Karten
- Rubbellose
- Olympic Lottery (auch Rubbellos)